# 马勒伊港
马勒伊港（法語：Mareuil-le-Port，法語發音：[maʁœj lə pɔʁ]）是法国马恩省的一个市镇，属于埃佩尔奈区。

## 地理
马勒伊港（49°4'57"N, 3°44'41"E）面积8.96 平方千米，位于法国大東部大區马恩省，该省份为法国东北部内陆省份，北起阿登省，西北接埃纳省，西南接塞纳-马恩省，南至奥布省，东南接上马恩省，东临默兹省。
与马勒伊港接壤的市镇（或旧市镇、城区）包括：马恩河畔沙蒂永、费斯蒂尼、勒夫里尼、内勒勒勒蓬、厄伊、特鲁瓦西、旺迪耶尔。
马勒伊港的时区为UTC+01:00、UTC+02:00（夏令时）。

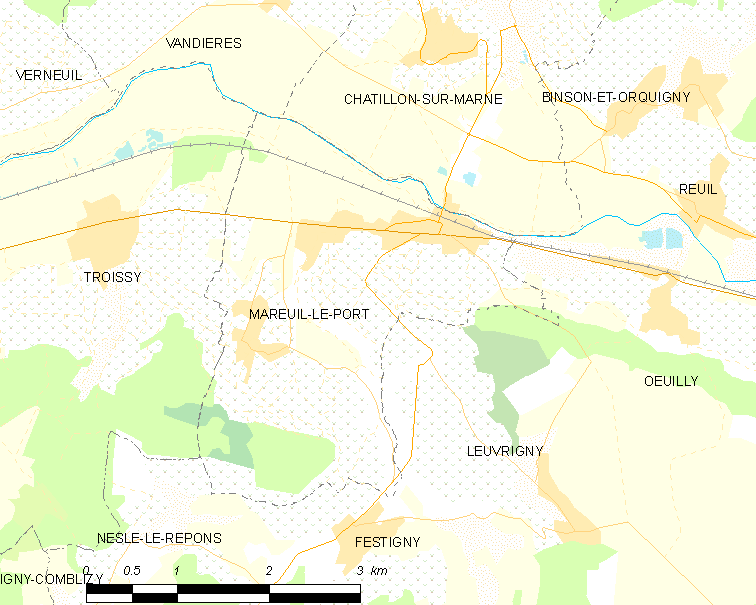
马勒伊港的OSM定位图

## 行政
马勒伊港的邮政编码为51700，INSEE市镇编码为51346。

## 政治
马勒伊港所属的省级选区为多尔芒-香槟景县。

## 人口

1962-2008年间马勒伊港人口变化图示

马勒伊港于2022年1月1日时的人口数量为1151人。